# Currie (Tasmania)
Currie – miasto w Australii, w stanie Tasmania, na wyspie King.